# 別府川 (鹿児島県)
別府川（べっぷがわ）は、鹿児島県薩摩川内市（旧薩摩郡祁答院町）、姶良市（旧姶良郡蒲生町、姶良郡姶良町、姶良郡加治木町）を流れて鹿児島湾（錦江湾）に注ぐ二級河川である。正式名は「べっぷがわ」であるが、流域の住民には同じ漢字で「びゅうがわ」と読まれており、流域の各学校の校歌でもそのように歌われている。

## 地理
別府川は、上流部で一部薩摩川内市を流れているが、流域の大半は姶良市にある。姶良市の合併前は、旧蒲生町と姶良町に流域の大半があり、下流部が姶良町と加治木町の境界をなしていた。流域面積は177.3km2となっており、姶良カルデラの北側の外輪山を侵食して流れている。下流部は、沖積平野である姶良平野を形成している。源流は姶良市の矢止岳とされている。
源流から流れ出した別府川はほぼ南へ流れていく。この地域では後郷川（うしろごうがわ）とも通称されている。また姶良市の北西部からは西浦川、田平川が流れ出し、姶良市の西端部から流れてきた前郷川（まえごうがわ）と合流する。さらに北流してきた平田川も前郷川に合流し、これが姶良市蒲生町上久徳で別府川に合流する。この合流後は蒲生川とも通称されている。東へ旧姶良町へと流れ込み、姶良市北部から流れてくる山田川と姶良市中津野で合流して、下流部で鹿児島湾に注いでいる。

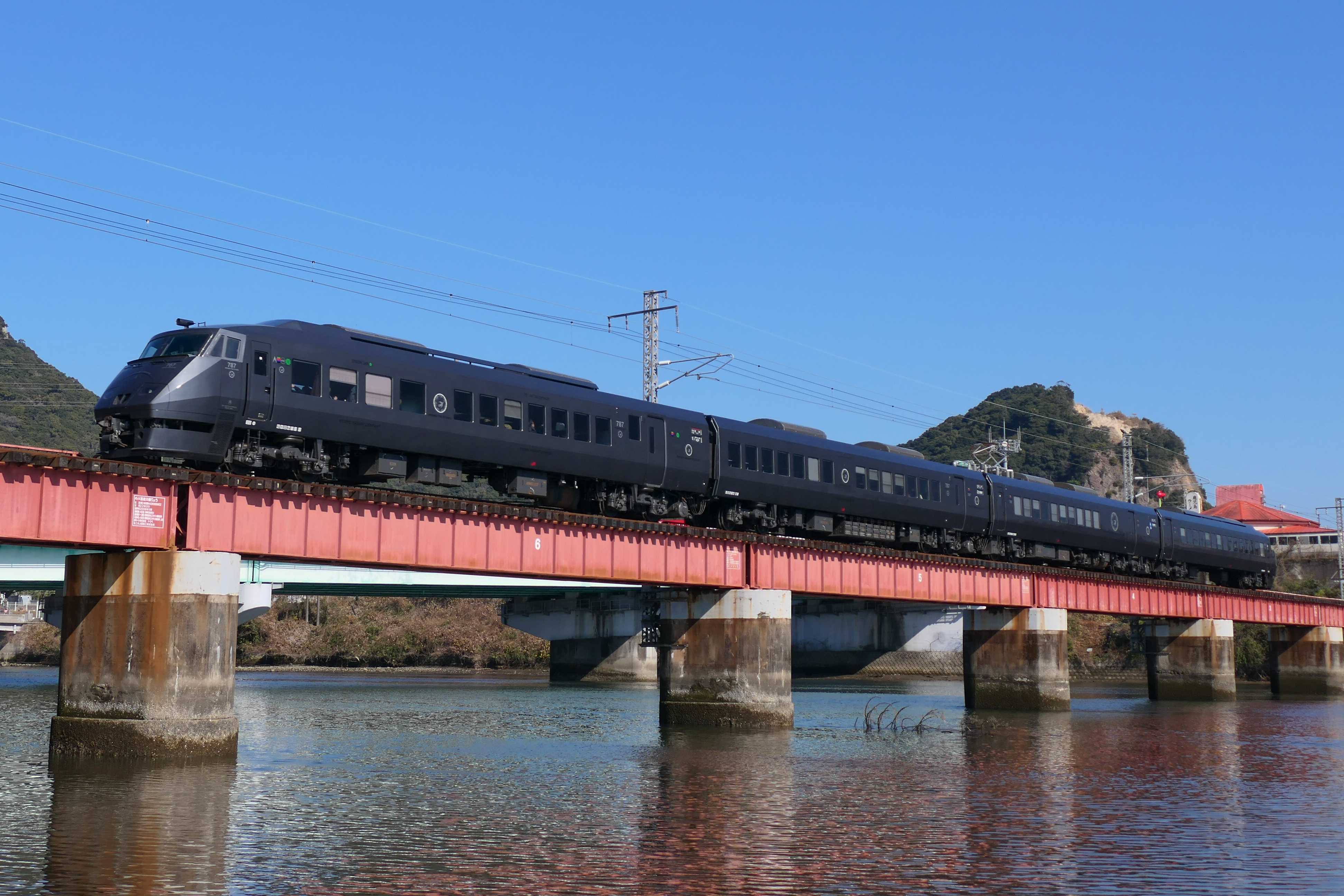
別府川橋梁を渡る特急きりしま

## 歴史
縄文海進期には、現在の別府川が流れている場所は海が大きく入り込んだ入り江となっており、蒲生町内まで海となっていた。現在の位置まで海が後退して別府川が今のように流れるようになったのは弥生時代以降である。
過去には上別府川と呼ばれていた時期があり、いつの頃からか上が取れて別府川となったとされる。
古くから船舶による交通に利用され、満潮時には蒲生付近まで船で遡ることができたとされる。
1282年（弘安5年）に、山城国石清水善法寺別当権大僧都祐清の子、了清が石清水八幡宮の分霊を行い、神領の支配のために大隅国へ下ってきた。一族を引き連れて松原（姶良市の海岸付近）に一旦上陸し、そこから別府川を遡り姶良町船津付近に船を係留して一夜を過ごした。翌朝、東側に上陸して山の上に帖佐郷鍋倉新正八幡宮を建設し、平安城を造営して平山氏の起こりとなった。平山氏は9代目平山越後守武豊が島津氏に討たれるまで、帖佐地区を支配した。船を係留した船石が船津に最近まで残っていて、いつの頃からか行方不明になったと言われている。
船津から下流では、別府川は北へ屈曲しており、この部分で水が右岸に当たって跳ね返り、増水時には左岸側、三拾町千本地区にたびたび洪水の被害をもたらしていた。またこの部分の岩山が蒲生方面との舟運の障害ともなっていたので、明治になってから除去して川をまっすぐにする工事が始められた。1869年（明治2年）4月から付替工事に着手されたが、いくら工事をしても別府川の流れは変わらず、結局付替に失敗した。
地元出身の隈元 実行県議の陳情により、1936年（昭和11年）12月に鹿児島県により別府川改修事務所が設置され、護岸工事に着手した。1937年（昭和12年）から着工し、第二次世界大戦の影響で1942年（昭和17年）に中止しなければならない状況になったが、必死の陳情活動により戦争中にもかかわらず再開され、1951年（昭和26年）までかけて完成した。その後も継続的に改修工事が実施されている。
姶良市鍋倉地区・納屋町地区は、1595年（文禄4年）12月に島津義弘が館をこの地に置いてから城下町として発展し、帖佐郷の中心地区となっていた。この場所では地元の年貢を集め、様々な物産を離合集散する拠点となり、さらに鹿児島を中心に山川、指宿、谷山、垂水、福山などへの物流拠点ともなっていた。現在、九州自動車道が別府川を横断する場所より少し上流側が、納屋町船と呼ばれる物資輸送船の発着場であった。納屋町船は「帖佐で名所は米山薬師、前は白帆の走り船」とうたわれる帖佐の象徴であった。帖佐側からは竹、かます（わらを編んで作った袋）、筵、穀物、木材、木炭、帖佐人形などを出荷し、鹿児島側からは砂糖、肥料、素麺などを運んでいた。大正年間には20隻ほどが活動していたとされる。1往復2日の行程で、風がよければ2時間で帖佐から鹿児島へたどり着くことができた。船は、全長約15m、幅5 - 6m、米を500俵ほど積める200石船が使われ、これは現在の船で言えば30トンほどである。マストを3本備えて帆走するようになっており、船尾には4畳半ほどの部屋があって寝泊りできるようになっていた。鉄道省が日豊本線を建設して別府川に橋が架かると、マストを起倒式にしてこの橋をくぐるようにしていた。1944年（昭和19年）に、第二次世界大戦により働き手が減ったこと、トラック輸送の進出などの影響で最後の船が売却されて、別府川を船の交通路として利用することはこれを境に終了した。

## 水利用
古くから別府川の水を利用した灌漑が広く行われている。山下井堰、山崎井堰、最上井堰などが設置されて、取水を行っている。
上名用水路は、水路の長さ1km、灌漑面積23ヘクタールで、いつ頃誰が建設したのかは不明であるが、伝承によれば和銅年間（708年 - 715年）であるという。
中津野用水路は、山田川の山下井堰から取水して長さ4km、9つのトンネルを設け、山田、中川原、中津野の合計66ヘクタールに灌漑している。1752年（宝暦2年）に完成したもので、建設を発案した水口ゆきえの悲話がある。
山崎用水路は、中津野用水路と同じあたりから取水して、寺脇、西田、大山、深水、三拾町まで流れ、灌漑面積は30ヘクタールである。建設年代は不明であるが、最古の文献資料は1276年（建治2年）の「大隅国在庁石築地役配符」である。
寺師用水路は、支流の寺師川から取水し、寺師、永瀬、増田に渡る全長5.7km、灌漑面積42ヘクタールの用水路で、これも建設年代は不明であるが、1791年（寛政3年）の架橋記念碑の記述から、この時期ではないかと考えられている。
姶良町の上水道は、一時期別府川からの取水も検討されたが、水利権等の問題により断念され、現在は全量を地下水によって給水している。
支流の前郷川には九州電力の設置した前郷川発電所（最大出力120 kW、1924年（大正13年）8月稼動）があり、水力発電にも利用されている。

## 産業
別府川が運んだ土砂により、姶良平野には粘土の層が存在しており、これを利用した産業が発展した。島津義弘が朝鮮半島から連れてきた陶工により古帖佐焼を始めとする焼き物が発展したのも、この粘土を利用したものである。また三叉（さんさ）地区における瓦産業も粘土を利用していた。帖佐人形という焼き物で作った人形が姶良市の伝統工芸品として今でも生産されているが、これも同じ粘土によるものである。
さらに明治時代には粘土を利用して煉瓦の製造が鍋倉地区で行われていた。この煉瓦は、日豊本線建設に際して橋の土台やトンネルなどに利用されたが、まもなく需要が少なくなって工場は閉鎖された。昭和初期にはセメント瓦の生産も行われたが、戦争の影響により中止となった。
現在ではこの粘土を利用しているといえるのは、帖佐人形の生産のみである。